# Santa Maria de Vilamarí
L'església parroquial de Santa Maria de Vilamarí es troba en el petit nucli aglevat del poble de Vilamarí, situat dalt d'un serrat, a l'esquerra de la vall del Farga, dins el municipi de Vilademuls, a la comarca del Pla de l'Estany.

## Història
L'any 1098, consta que els germans Pere i Adalbert Bernat de Vilamarí donaren una terra de la parròquia de Sant Genís d'Orriols a la canònica de Girona. Se suposa que el llinatge medieval dels Vilamarí tingué l'arrel al poble del mateix nom. El 1193, un Ramon Guillem de Vilamarí es troba entre els signants del document d'empenyorament de dues vinyes a favor de l'església de Santa Maria d'Olives, amb el consentiment del seu senyor, Ramon de Sant Esteve que tenia drets feudals sobre Vilamarí. L'any 1128, la Seu de Girona comprà un camp del terme. L'any 1192, en la dotació de l'ofici de la infermeria per l'abat Pere Benet s'esmenta «...illum honorem de Villamarino sicut modo est vel ibi adquiere possumus». L'església és esmentada en un text del 30 de setembre del 1269, una acta de venda feta per Ermessenda de Vilamarí a Berenguer de Pujals del cens que percebia a la parròquia de Santa Maria de Vilamarí. També figura a les «Rationes decimarum» (el registre de delmes recollits per les autoritats eclesiàstiques) del 1279 i el 1280 i en el «Llibre verd dels feus» de la Seu de Girona de l'any 1362. Entre les parroquials, figura en el dos nomenclàtors diocesans de la darreria del segle xiv i en els del segle xvii. Al segle xiv, l'església era servida per tres clergues i només tenia l'altar de Santa Maria. Al segle xv hi havia, a més, un altar dedicat a sant Miquel. L'església fou reconstruïda al segle xvii (beneïda l'any 1689) i incorporà algunes pervivències constructives de l'edifici romànic anterior. Al segle xviii s'hi feren reformes: l'any 1762 es va construir la sagristia i l'any 1787 l'actual portal d'accés, al mateix temps que es tapiava la portalada romànica amb arcs en gradació de la façana sud. L'any 1936, durant la revolució produïda per la Guerra Civil, l'església perdé l'antic mobiliari litúrgic.

## Arquitectura

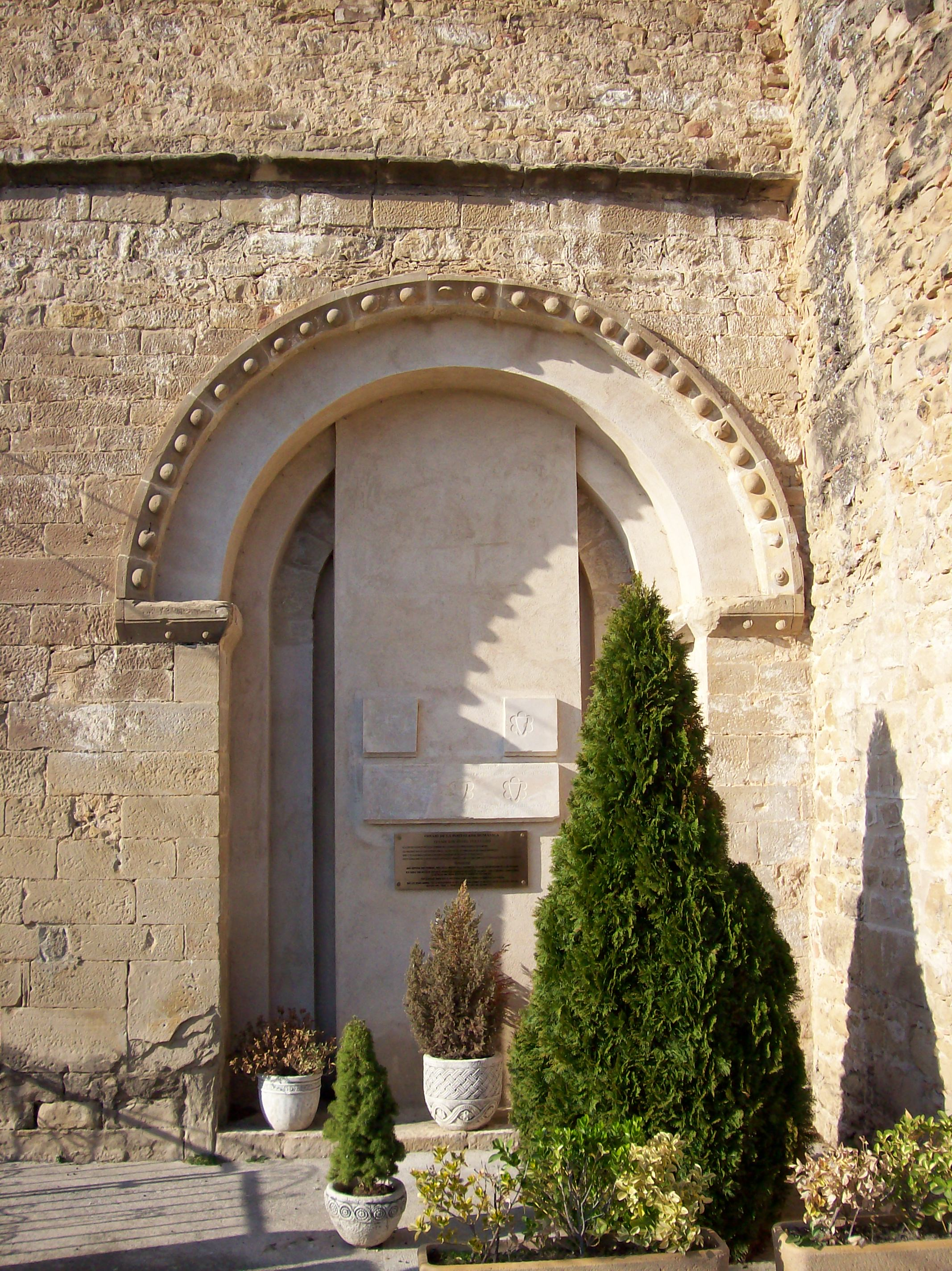
Portal romànic, amb decoració esculpida de semiesferes (2007)

L'església actual consta d'una sola nau amb cossos laterals afegits, corresponents a la sagristia i capelles i torre campanar de planta quadrada adossat a l'extrem est del mur de migdia. És capçada per un absis semicircular amb cobertes de llunetes. El conjunt és sobrealçat per un terrabastall amb elements de fortificació. En bastir aquest edifici es van aprofitar murs de l'antiga església romànica, visibles en una part de les façanes occidental i meridional. També és romànica una bona part del campanar, aproximadament les dues terceres parts. A l'exterior, l'aparell d'aquestes estructures antigues és ben diferenciat del pis afegit al segle xvii. Al frontis, el carreu romànic és de mida mitjana i gran, ben escairat i polit i disposat en filades regulars. Es pot veure un muntant lateral i l'arrencada de l'arc extern del finestral que s'obria al centre, una gran obertura de doble esqueixada, segurament d'arcs en degradació. A migdia, la façana romànica presenta un tram ben identificable d'uns 7 m de llargada des del sud-oest. El parament de carreu manté en tot el tram l'antiga cornisa de cavet, al damunt de la qual s'alça l'obra del segle xvii, de pedruscall i morter. En aquest costat sud resta l'antiga portalada, ara tapiada, amb un dels muntants i l'àmplia arquivolta de mig punt que l'extradossava, de secció de pla i cavet, decorada amb vint-i-nou esferes llises, excepte tres que tenen esculpits un cap d'animal, un cargol i una creu. Probablement, en la part oculta, s'hi trobarien altres elements esculpits. Aquest tipus de decoració es troba en moltes portades romàniques, especialment freqüent en algunes esglésies del bisbat d'Urgell. Per les característiques formals de la construcció i els elements conservats, la datació indica una obra força evolucionada de la segona meitat del segle xii o, fins i tot, ja del segle xiii.